# Nepál művészete

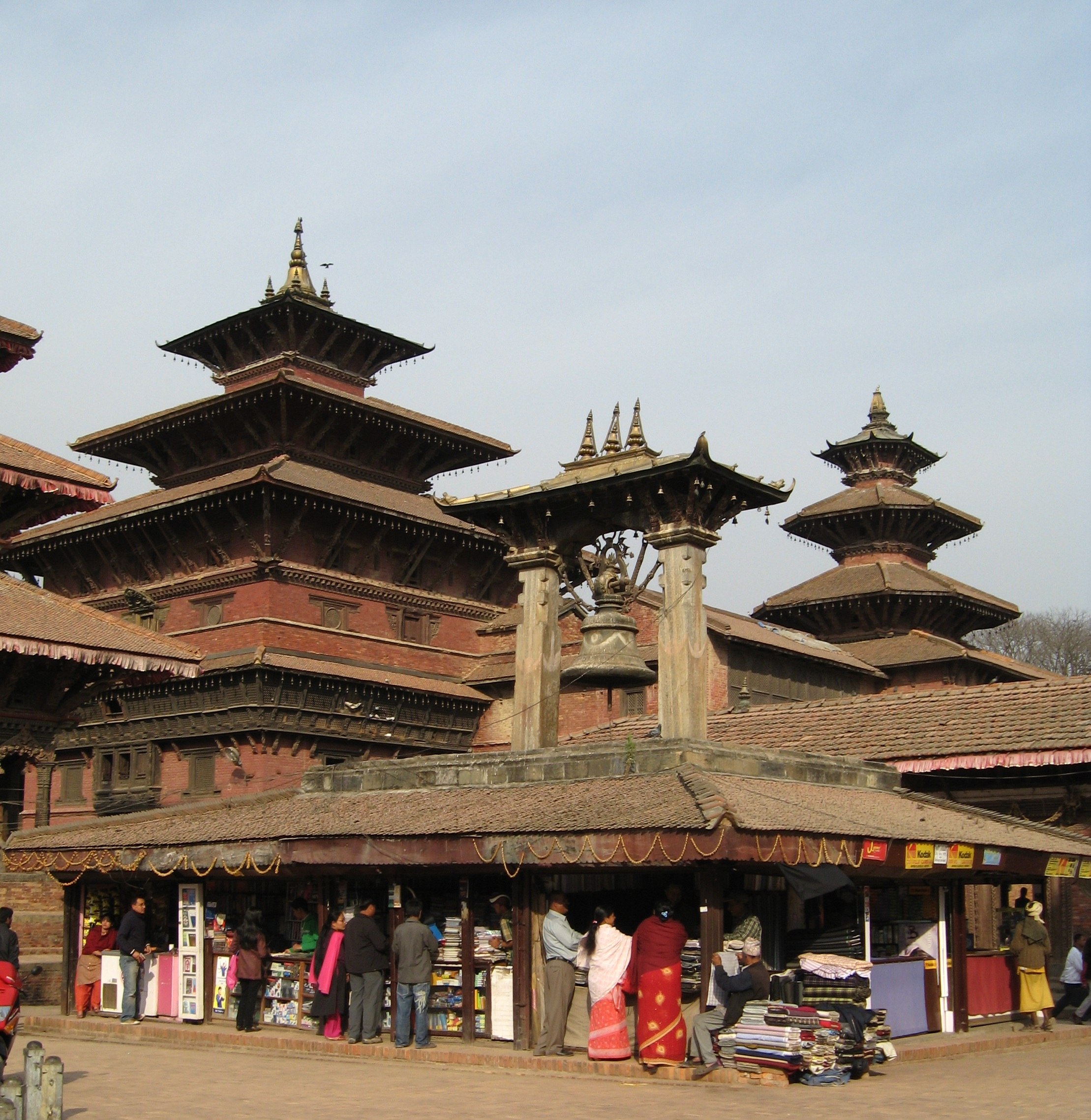
Katmandu, a Patan Durbar téri együttes

Nepál művészete – a Nepál területén élők művészete.

## Nepál művészetének története
A brahmanizmus és a buddhizmus is korán meghonosodott a területen, ez magával hozta az indiai formakincs erős hatását (lásd: indianizáció). Az Észak-Indiából kiszorult buddhisták Nepálba menekültek, magukkal hozva a Pála- és Sena-korszak stílusát. Ez Tibeten keresztül hatott Tibetre, főképp a kis fémszobrok és a festészet területén. A 17-18. században a kínai formakincs Tibeten keresztül hatott vissza, új stílust hozva ezzel létre.

## A nepáli művészetet bemutató közgyűjtemények
A legnagyobb közgyűjtemények, ahol a nepáli művészet anyagából is nagy számmal őriznek, a következők:
- Katmandu: The Natural History Museum
- Pátan: Nemzeti Könyvtár
- Pátan: Pátani Múzeum
- a Tribhuvan nemzetközi repülőtér közelében: Nepal Art Council Gallery

Sajnos a műkincsek elhordása még manapság is nagyon gyakori.

## Egyes művészeti ágak

### Építészet

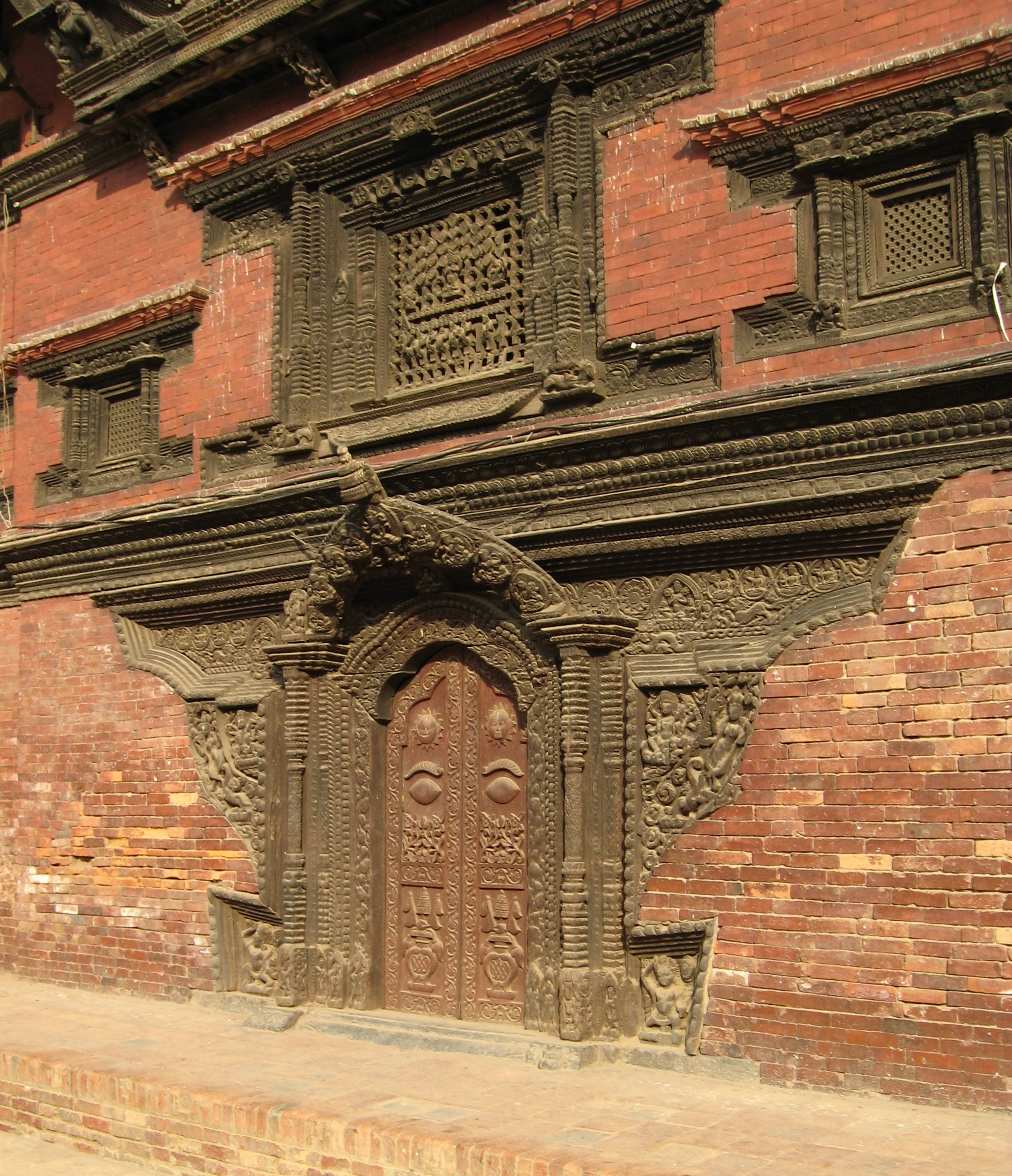
Katmandu, részlet a Durbar téri együttesből

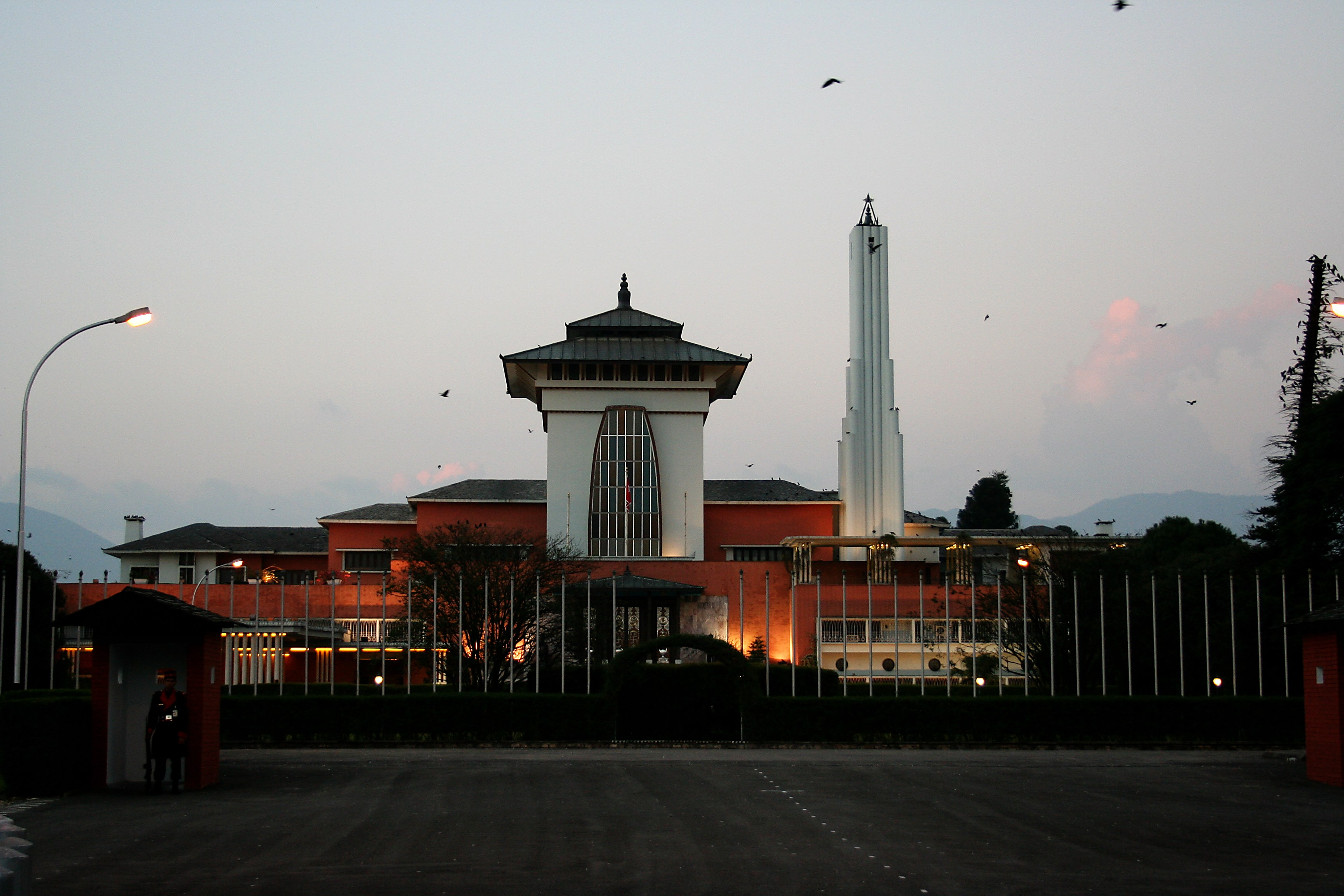
Királyi palota Katmanduban

Főképp vallási, szakrális épületek a jellegzetesek: sztúpák, pagodák, templomok. A nepáli szentélyépület háromféle lehet: pagoda, sztúpa, shikara. Ez utóbbi kettő a hindu vallásúaknál is épül. A szentély nem szolgál gyülekezési helyül, az egyéni tisztelet helye.
A 20. század végén az építészet nyugati hatásra modernizálódott, azonban a világi és vallási építészetben egyaránt erős maradt a hagyománytisztelet.

#### Ismertebb építészek
- Araniko
- Hiszila Jami

### Festészet

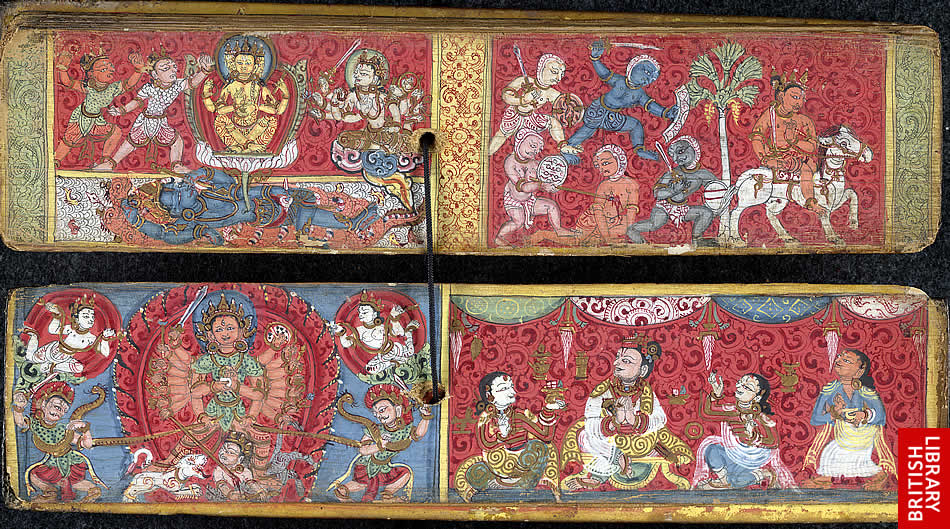

A legkorábbi emlékek a 14. századig mennek vissza (akárcsak Tibetben). A pamutszövetre festett képek hosszabbak, mint szélesebbek, kínai szegélyekkel (kék, vörös, sárga) díszítve. A régiebbeket ásványi eredetű festékkel készítették, az újabbak növényi festékkel készültek.

### Szobrászat

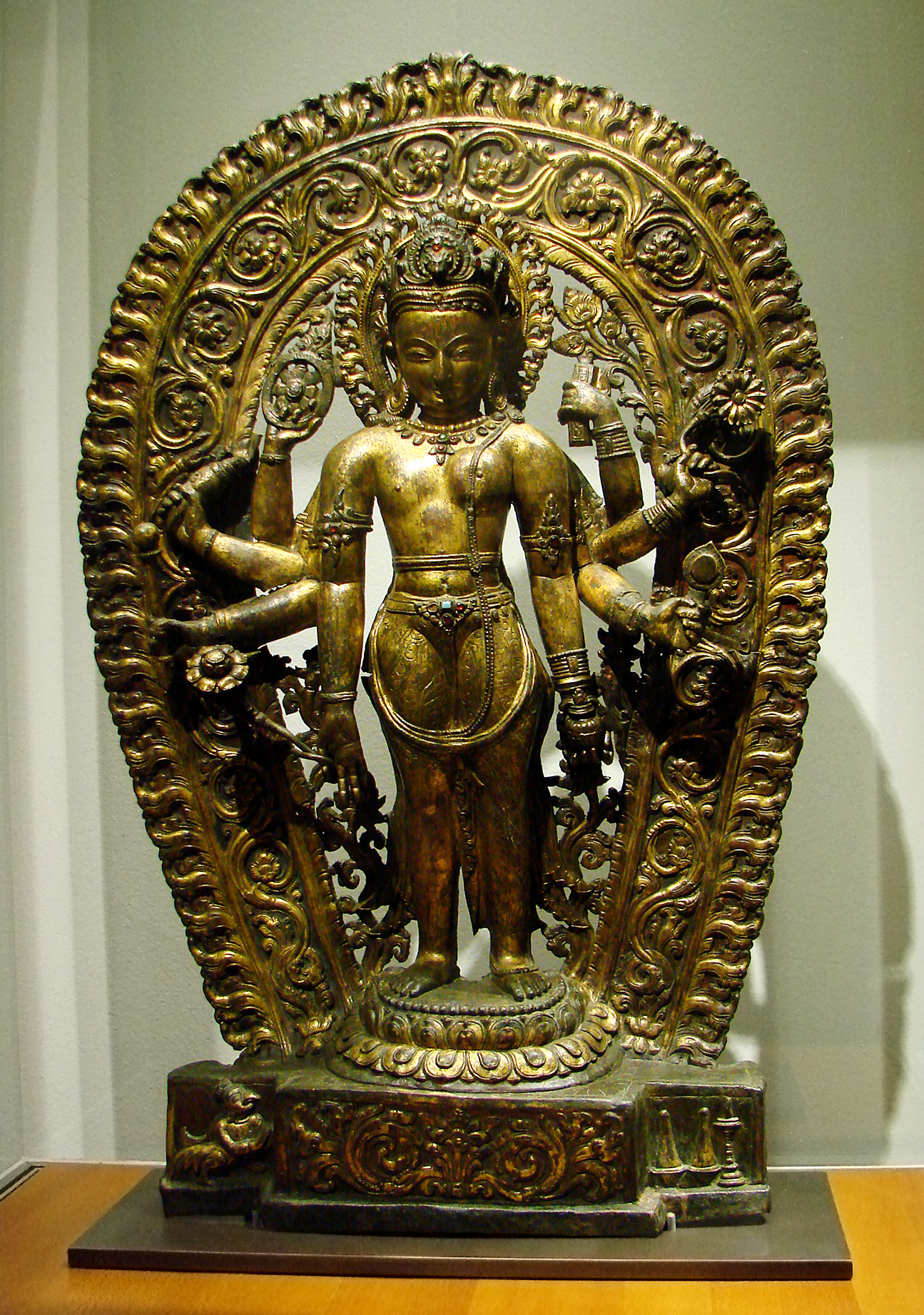
Visnu szobra a Musée Guimet-ben

Bronzfigurák a 8. században jelentek meg először, legendás figurákat, szenteket ábrázolnak. Egyfajta viaszveszejtéses eljárással készülnek. Gyakran berakással (teknőchéj, kövek) díszítik őket.

### Iparművészetek
A kerámiaművészet központja Bhaktapur közelében van (terrakotta lámpások, virágcserepek festett díszekkel).